# Cercopitecins
Els cercopitecins (Cercopithecinae) són una subfamília de micos del Vell Món que conté aproximadament 70 espècies. La majoria de micos d'aquest grup viuen a l'Àfrica subsahariana, però també n'hi ha espècies que viuen a l'est d'Àsia, el nord d'Àfrica i fins i tot a Gibraltar.
Les espècies de cercopitecins s'han adaptat als diferents hàbitats en què viuen. Les espècies arborícoles tenen el cos i delicat i posseeixen una cua llarga, mentre que les espècies terrestres són més robustes i tenen la cua més petita. Tots els cercopitecins tenen dits ben desenvolupats.
Es tracta de micos diürns que viuen en grups. Viuen a tota mena d'hàbitats i climes, des de muntanyes fredes fins a boscos tropicals, passant per sabanes, àrees rocoses i fins i tot muntanyes nevades (com per exemple el macaco japonès).
La majoria d'espècies són omnívores, amb una dieta variada que pot incloure fruits, fulles, llavors, parts de flors, bolets, insectes, aranyes i petits vertebrats.
La gestació dura aproximadament sis o set mesos. Els micos d'aquesta subfamília són considerats joves a l'edat de 3-12 mesos i assoleixen la maduresa completa a l'edat de 3-5 anys. La longevitat d'algunes espècies pot arribar fins a 50 anys.